# Fjodor Tsjerenkov
Fjodor Fjodorovitsj Tsjerenkov (Russisch: Фёдор Фёдорович Черенко́в) (Moskou, 25 juli 1959 –  aldaar, 4 oktober 2014) was een profvoetballer uit de Sovjet-Unie.

## Biografie
Tsjerenkov speelde bijna zijn hele carrière voor Spartak Moskou, waarmee hij drie keer landskampioen van de Sovjet-Unie werd. In 1983 en 1989 werd hij verkozen tot voetballer van het jaar. In 1990 trok hij voor een korte periode naar de Franse club Red Star en keerde dan terug naar Spartak, waarmee hij in 1993 de Russische landstitel veroverde.
Hoewel hij een clubicoon van Spartak was brak hij nooit echt door bij de nationale ploeg en werd hij voor twee WK's en één EK net voor het toernooi uit de selectie gezet. In 1980 won hij met de beloften wel de bronzen medaille op de Olympische Spelen. Hij overleed in 2014 aan een hersenoedeem.
- Library of Congress Control Number: n2019049561
- Virtual International Authority File: 113156762880641300006